# 1889 no cinema

## Principais filmes estreados
- Leisurely Pedestrians, Open Topped Buses and Hansom Cabs with Trotting Horses, de William Friese-Greene

## Nascimentos

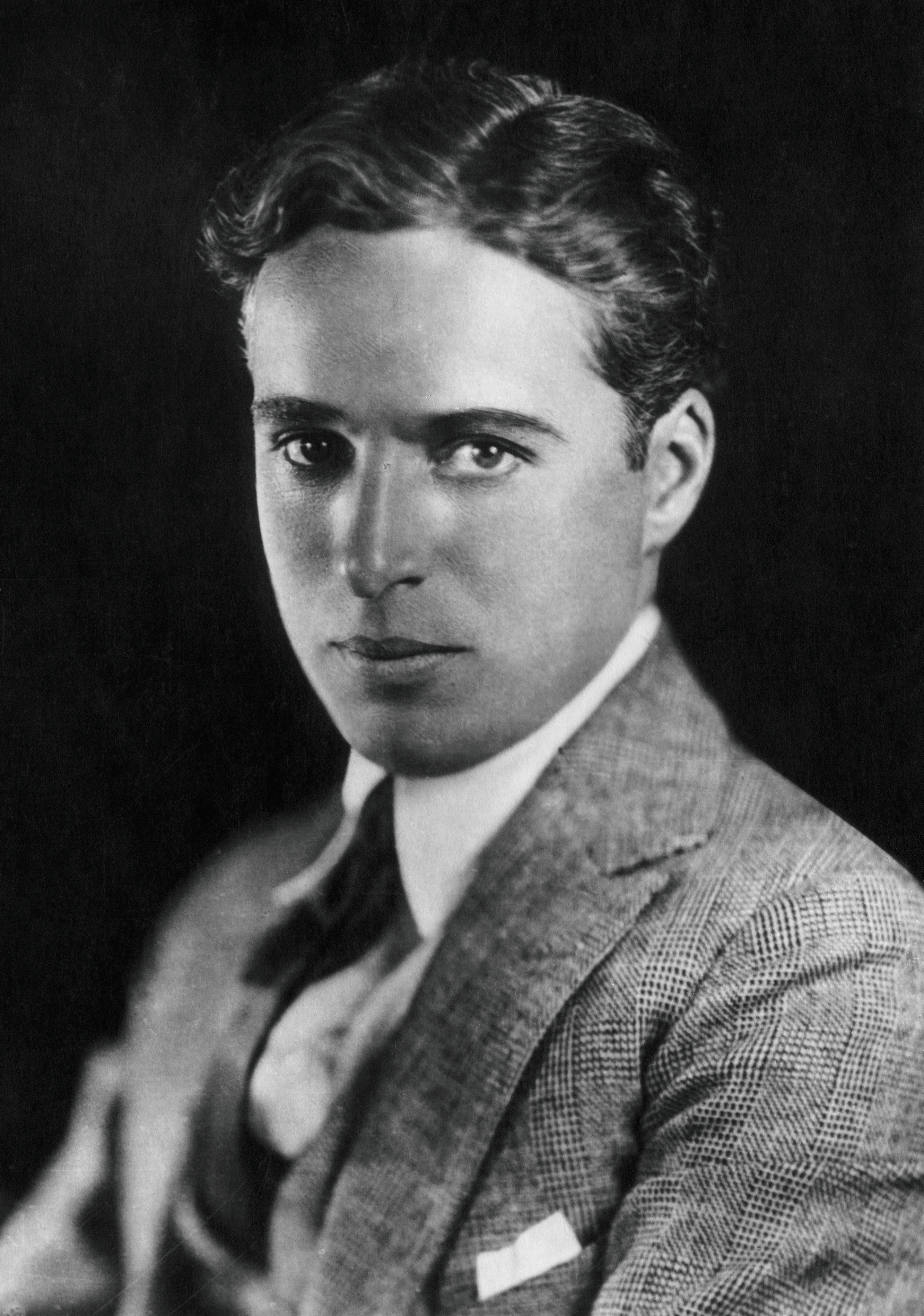
Charles Chaplin, multiartista inglês, considerado um dos maiores gênios da história do cinema

| Data            | Nome                | Profissão                                                                       | Nacionalidade  | Observações | Ref |
| --------------- | ------------------- | ------------------------------------------------------------------------------- | -------------- | ----------- | --- |
| 3 de fevereiro  | Carl Theodor Dreyer | cineasta                                                                        | Dinamarca      | m. 1968     |     |
| 23 de fevereiro | Victor Fleming      | cineasta                                                                        | Estados Unidos | m. 1949     |     |
| 16 de abril     | Charlie Chaplin     | ator, realizador, produtor, empresário e músico                                 | Reino Unido    | m. 1977     |     |
| 11 de junho     | Wesley Ruggles      | cineasta                                                                        | Estados Unidos | m. 1972     |     |
| 5 de julho      | Jean Cocteau        | poeta, romancista, cineasta, designer, dramaturgo, actor, e encenador de teatro | França         | m. 1963     |     |
| 11 de julho     | Alfred E. Green     | diretor de cinema                                                               | Estados Unidos | m. 1960     |     |
| 4 de agosto     | William Keighley    | cineasta                                                                        | Estados Unidos | m. 1984     |     |
| 25 de outubro   | Abel Gance          | cineasta                                                                        | França         | m. 1981     |     |
| 11 de novembro  | Claude Rains        | ator                                                                            | Estados Unidos | m. 1967     |     |
| 5 de novembro   | Charles B. Mintz    | produtor cinematográfico                                                        | Estados Unidos | m. 1939     |     |

## Mortes
| Data | Nome | Profissão | Nacionalidade | Observações | Ref |
| ---- | ---- | --------- | ------------- | ----------- | --- |